# Hanson Motor Company
Hanson Motor Company war ein US-amerikanischer Hersteller von Automobilen.

## Unternehmensgeschichte
George Washington Hanson vertrieb in den 1900er Jahren Fahrzeuge von der H. H. Franklin Manufacturing Company, ab 1907 auch von der Everitt-Metzger-Flanders Company und danach von der Saxon Motor Car Corporation.
Zusammen mit Don M. Ferguson fertigte er Anfang 1917 einen Prototyp im Werk der Puritan Machine Company in Detroit. Das Fahrzeug wurde am 27. Februar 1917 auf der Southeastern Automobile Show in Atlanta in Georgia präsentiert. Die Partner begannen mit dem Bau eines Werks in Atlanta für 50.000 US-Dollar. Als es im Frühling fertig war, wurde es zunächst für militärische Zwecke genutzt, da die USA inzwischen am Ersten Weltkrieg beteiligt war. Erst im Dezember 1917 wurde das Unternehmen gegründet. Im Mai 1918 gab die Regierung das Werk frei. Im Juni 1918 begann die Produktion von Automobilen. Der Markenname lautete Hanson.
Im März 1922 wurde die American Motors Export Company übernommen. Trotzdem liefen die Geschäfte zu der Zeit schlecht. 1925 endete die Produktion.
Insgesamt entstanden etwa 1800 Fahrzeuge.

## Fahrzeuge
Alle Modelle hatten einen Sechszylindermotor von der Continental Motors Company.
Das Hauptmodell wurde einfach Six genannt. Es stand während der gesamten Produktionszeit im Sortiment und wurde in dieser Zeit weiterentwickelt. Von 1918 bis 1919 leistete der Motor 45 PS. Das Fahrgestell hatte 302 cm Radstand. Einziger Aufbau war ein Tourenwagen mit fünf Sitzen. 1920 wurde die Motorleistung auf 55 PS erhöht und der Radstand auf 307 cm verlängert. Ein zweisitziger Roadster und eine fünfsitzige Limousine kamen dazu. 1921 ergänzte ein viersitziger Sport das Angebot. 1922 kamen sowohl ein Tourenwagen mit sieben Sitzen als auch ein Coupé mit vier Sitzen dazu. 1923 wurde die Motorleistung auf 66 PS erhöht. Ab 1924 entfielen der Siebensitzer und das Coupé.
1922 erschien der Little Six. Sein Motor leistete 50 PS. Der Radstand betrug 284 cm. Die Fahrzeuge waren als Tourenwagen mit fünf Sitzen karosseriert.
1923 wurde dieses Modell vom Special Six abgelöst. Der Radstand war um 8 cm auf 292 cm verlängert worden. Es blieb beim fünfsitzigen Tourenwagen.

## Modellübersicht
| Jahr      | Modell      | Zylinder | Leistung (PS) | Radstand (cm) | Aufbau                                                                                                   |
| --------- | ----------- | -------- | ------------- | ------------- | --- |
| 1918–1919 | Six         | 6        | 45            | 302           | Tourenwagen 5-sitzig                                                                                     |
| 1920      | Six         | 6        | 55            | 307           | Tourenwagen 5-sitzig, Roadster 2-sitzig, Limousine 5-sitzig                                              |
| 1921      | Six         | 6        | 55            | 307           | Roadster 2-sitzig, Sport 4-sitzig, Limousine 5-sitzig, Tourenwagen 5-sitzig                              |
| 1922      | Little Six  | 6        | 50            | 284           | Tourenwagen 5-sitzig                                                                                     |
| 1922      | Six         | 6        | 55            | 307           | Tourenwagen 5-sitzig und 7-sitzig, Roadster 2-sitzig, Sport 4-sitzig, Coupé 4-sitzig, Limousine 5-sitzig |
| 1923      | Special Six | 6        | 50            | 292           | Tourenwagen 5-sitzig                                                                                     |
| 1923      | Six         | 6        | 66            | 307           | Tourenwagen 5-sitzig und 7-sitzig, Roadster 2-sitzig, Sport 4-sitzig, Limousine 5-sitzig, Coupé 4-sitzig |
| 1924–1925 | Six         | 6        | 66            | 307           | Roadster 2-sitzig, Tourenwagen 5-sitzig, Sport 4-sitzig, Limousine 5-sitzig                              |

## Produktionszahlen
| Jahr  | Produktionszahl |
| ----- | --------------- |
| 1917  | 2               |
| 1918  | 182             |
| 1919  | 278             |
| 1920  | 327             |
| 1921  | 524             |
| 1922  | 286             |
| 1923  | 129             |
| 1924  | 81              |
| Summe | 1809            |

Quelle: Für das Jahr 1924 findet sich auch die Angabe 61. Eine andere Quelle nennt zwischen 840 und fast 1900 Fahrzeuge.